# Stephen Kipkosgei Kibet

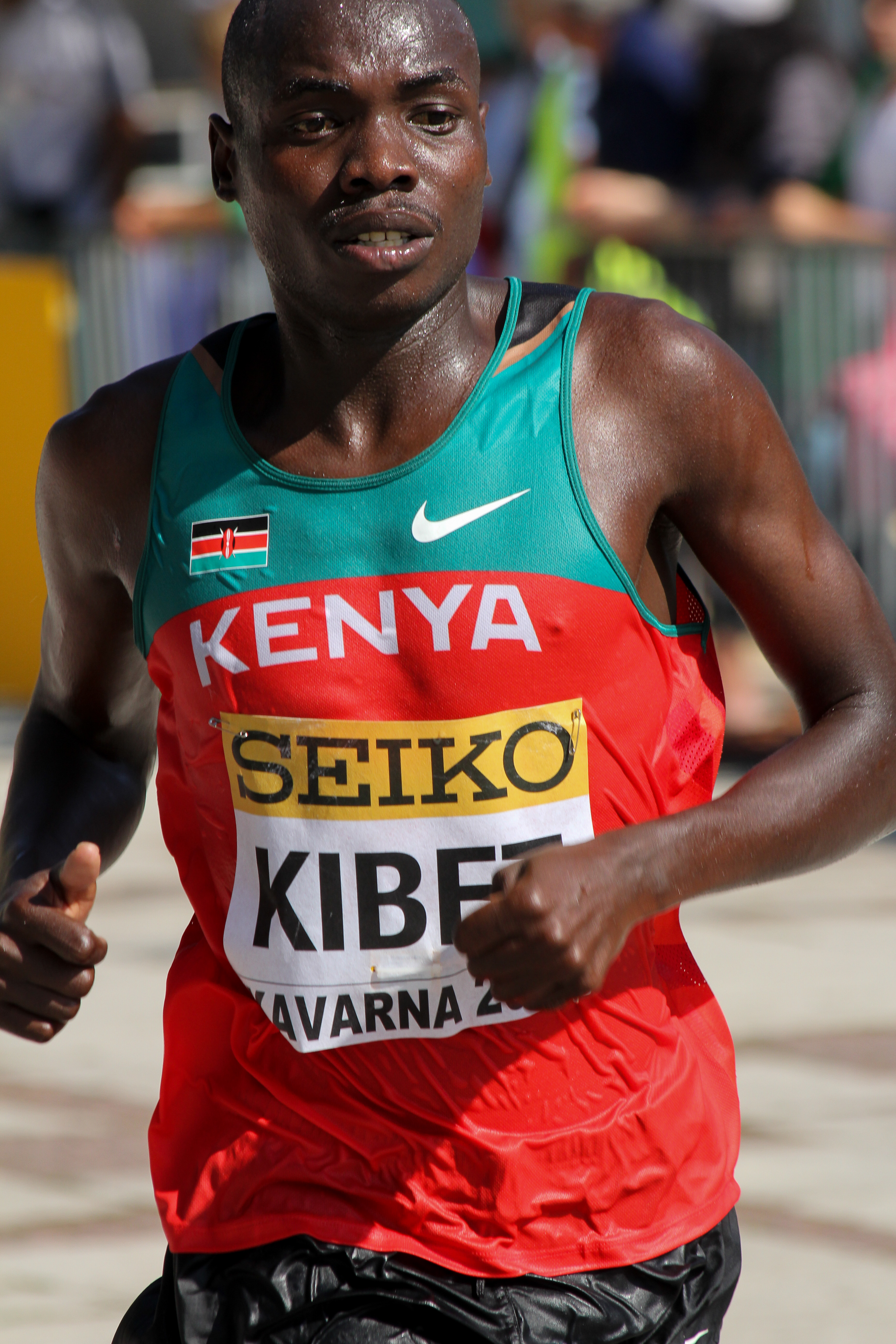
Stephen Kipkosgei Kibet, 2012

Stephen Kipkosgei Kibet, auch Stephen Kosgei Kibet oder Stephan Kibet, (* 9. November 1986) ist ein kenianischer Marathonläufer.
2009 wurde er jeweils Dritter bei den Halbmarathon-Rennen von Roma – Ostia und Nizza. Im folgenden Jahr siegte er beim Azkoitia-Azpeitia-Halbmarathon sowie beim Porto-Halbmarathon und wurde Vierter beim Beach to Beacon 10K.
2011 wurde er Fünfter beim Dubai-Marathon, gewann den Paris-Halbmarathon, wurde Zwölfter beim Paris-Marathon und siegte beim Udine-Halbmarathon.
2012 triumphierte er beim CPC Loop Den Haag und wurde Vierter beim Rotterdam-Marathon.
Mit seiner Bestzeit von 58:54 min belegt Kibet Rang 16 der ewigen Weltrangliste für den Halbmarathon (Stand: Mai 2020).

## Persönliche Bestzeiten
- 10-km-Straßenlauf: 27:52 min, 7. August 2010, Cape Elizabeth
- Halbmarathon: 58:54 min, 11. März 2012, Den Haag
- Marathon: 2:08:05 h, 15. April 2012, Rotterdam

## Jahresbestleistungen
| Jahr | Strecke           | Zeit        | Ort            | Datum         |
| ---- | ----------------- | ----------- | -------------- | ------------- |
| 2016 | 10 km Straßenlauf | 27:28 min   | Kopenhagen     | 18. September |
| 2014 | 10 km Straßenlauf | 27:44 min   | Cape Elizabeth | 3. August     |
| 2013 | 10 km Straßenlauf | 28:13 min   | Ras Al Khaimah | 15. Februar   |
| 2012 | 10 km Straßenlauf | 32:21 min   | Brunssum       | 6. April      |
| 2010 | 10 km Straßenlauf | 32:21 min   | Brunssum       | 6. April      |
| 2016 | 15 km Straßenlauf | 46:21 min   | Prag           | 2. April      |
| 2015 | 15 km Straßenlauf | 49:00 min   | Göteborg       | 23. Mai       |
| 2016 | 20 km Straßenlauf | 1:02:24 min | Prag           | 2. April      |
| 2015 | 20 km Straßenlauf | 1:07:37 h   | Göteborg       | 23. Mai       |
| 2016 | Halbmarathon      | 1:05:51 h   | Prag           | 2. April      |
| 2015 | Halbmarathon      | 1:09:29 h   | Udine          | 20. September |